# Бризкун
Бризку́н (Toxotes) — рід комахоїдних риб ряду окунеподібних, єдиний рід родини Toxotidae. Довжина тіла зазвичай до 16 см (у T. chatareus до 40 см). Живе в прісноводних басейнах Південно-Східної Азії, а також поблизу берегів в Індійському і Тихому океанах. В роті має спеціальне пристосування, за допомогою якого викидає на відстань до 1,5 м сильний струмінь води (звідси назва) і збиває нею комах з прибережної рослинності для їжі. Популярні акваріумні риби.

## Види
Згідно FishBase (2017), рід містить 7 видів:
- Toxotes blythii
- Toxotes chatareus
- Toxotes jaculatrix
- Toxotes kimberleyensis
- Toxotes lorentzi
- Toxotes microlepis
- Toxotes oligolepis